# ادگار اسپایر
ادگار اسپایر (انگلیسی: Edgar Speyer; ۷ سپتامبر ۱۸۶۲ – ۱۶ فوریهٔ ۱۹۳۲) کارمند بانک اهل ایالات متحده آمریکا بود.